# Pasaria
Pasaria (niem. Passarien) – kolonia w Polsce położona w województwie warmińsko-mazurskim, w powiecie bartoszyckim, w gminie Bartoszyce. Miejscowość wchodzi w skład sołectwa Węgoryty. W latach 1975–1998 miejscowość administracyjnie należała do województwa olsztyńskiego.
W 1889 r. był to majątek ziemski o powierzchni 112 ha. W 1983 był to przysiółek, administracyjnie należącym do PGR Lusiny.